# محمد صلاحی
محمد صلاحی یک بازیکن و مربی فوتبال اهل ایران است. صلاحی سابقه مربی‌گری در تیم استقلال تهران را دارد.

## دوران حرفه‌ای

### استقلال تهران
صلاحی در اردیبهشت ۱۳۶۸ به عنوان مربی تیم استقلال منصوب شد. وی جانشین محمد رنجبر شده بود اما بعد از مدت کوتاهی و در همان سال از سمت خود کنار رفت و جای خود را به کامبیز جمالی داد.